# Serra do Japi
A Serra do Japi é uma pequena cadeia montanhosa localizada no sudeste do estado de São Paulo, possui 354 quilômetros quadrados de área, cujo ponto culminante atinge 1.260 metros de altitude. A região é um raro remanescente da Mata Atlântica no interior do estado de São Paulo, fazendo divisa com quatro municípios: Jundiaí, Pirapora do Bom Jesus, Cajamar e Cabreúva, e apresenta um grande variedade de fauna, flora.

## Etimologia
Seu nome tem várias justificativas, como a semelhança com o canto de um pássaro (iapi ou japi), e que no idioma tupi-guarani iapy significa 'nascente de rios'. A riqueza hídrica da Serra, mereceu a denominação de “castelo de águas” por parte de naturalistas europeus, segundo o professor Aziz Ab'Saber. Este foi um dos aspectos considerados no processo de tombamento da Serra do Japi pelo CONDEPHAAT, além da existência de um mosaico de ecossistemas representativos em termos de flora e fauna, capaz de funcionar como espaço serrano regulador para a manutenção da qualidade de vida.

## Características
As belezas naturais constituídas de matas secundárias em solo de quartzo, são dignas de preservação como fatores de equilíbrio ecológico e climático. Tombada pelo CONDEPHAAT, através da Resolução 11 datada de 8 de março de 1983 e declarada Reserva da Biosfera do Cinturão Verde de São Paulo pela UNESCO em 1994.
A riqueza de sua biodiversidade está diretamente relacionada ao fato de que a Serra do Japi se localiza em uma região ecotonal, ou seja, uma região de encontro de dois tipos de florestas: a Mata Atlântica característica da Serra do Mar e a Mata Atlântica do interior paulista.
Sua área constitui-se de um conjunto de importantes acidentes topográficos e geológicos das Serras do Japi, Guaxinduva e Jaguacoara, compostos de diferentes rochas: quartzitos, granitos e gnaisses.
A Serra do Japi também representa uma das últimas grandes áreas de floresta contínua do Estado de São Paulo e é o testemunho de uma flora e fauna exuberante que existiam em grande parte na região sudeste do Brasil.
As diferenças de altitude, temperatura, umidade e solo encontrado na Serra do Japi contribuíram para a formação dos diferentes tipos de vegetação arbórea. As encostas e topos de morros fragilmente implantados funcionam como banco genético de vegetação tropical adaptada às áreas de solos ácidos e de baixa fertilidade natural, constituindo-se num importante refúgio para a fauna remanescente dos planaltos cristalinos interiores do Estado de São Paulo.
Atualmente possui 6 trilhas de visitação que promovem o ecoturismo.
A Fundação Serra do Japi tem uma base de estudos e educação ambiental chamada "Miguel Castarde" na Reserva Biológica Municipal da Serra do Japi. Lá, apoiam pesquisadores, principalmente estudantes de pós-graduação, oferecem aulas de campo para graduação em ciências naturais e realizam projetos de educação ambiental.

## Dispositivos legais
- Resolução nº 11, de 8 de março de 1983: Tombamento de áreas da Serra do Japi pelo CONDEPHAAT - Conselho de Defesa do Patrimônio Histórico, Artístico, Arquitetônico e Turístico;
- Lei Estadual nº 4.095, de junho de 1984: cria a APA - Área de Proteção Ambiental a região urbana e rural do Município de Jundiaí.
- Lei Municipal nº 3.672/91: Institui a Reserva Biológica do Município;
- Decreto Municipal nº 13.196/92: Regulamenta a área da Reserva Biológica do Município, com 20,712 km², situada no interior das áreas tombadas;
- Declarada pela UNESCO em 9 de junho de 1994 como Reserva da Biosfera da Mata Atlântica do Cinturão Verde da Cidade de São Paulo;
- Decreto Estadual nº 43.284/98, de 3 de julho de 1998: Regulamenta as leis nº 4.023, de 22 de maio de 1984 e nº 4.095, de 12 de junho de 1984, que declaram áreas de proteção ambiental as regiões urbanas e rurais dos municípios de Cabreúva e Jundiaí.
- Instituição, em 2001, do Programa de Visitação Monitorada a Serra do Japi,
- Lei Complementar nº 417, de 29 de dezembro de 2004: Cria o Sistema de Gestão das Áreas da Serra do Japi e revoga dispositivos do Plano Diretor.
- Lei Municipal nº 7.421: Autoriza convênio com a Universidade Estadual de Campinas-UNICAMP de cooperação para implantação do Parque Tecnológico de Jundiaí.